# Zračna luka
Zračna luka je prostor otvoren za javni zračni promet, a čine ju određena područja s operativnim površinama, objektima, uređajima, postrojenjima, instalacijama i opremom, namijenjenima za kretanje, uzlijetanje, slijetanje i boravak zrakoplova, te prihvat i otpremu zrakoplova, putnika, prtljage, robe, stvari i pošte.

## Podjela
Prema ICAO-u (Aneksu 14) zračne luke se dijele na:
a) zračne luke za javni zračni promet (5 klasa),
b) zračne luke koji služe za obučavanje letačkog osoblja i za sportske potrebe (sportske zračne luke) (3 klase),
c) zračne luke koji služe za potrebe pojedinih struktura uprave i organizacija (zračne luke za vlastite potrebe).
Kategorije zračnih luka označavaju se oznakama A, B, C, D i E. Hidrodromi se svrstavaju u 3 kategorije: A, B, i C i dodaje im se broj od 1 do 3 koji označava dubinu kanala za slijetanje i polijetanje. I kategorije heliodroma se označavaju oznakama A, B i C. Osnovni elementi na osnovu koga se određuje kategorija zračne luke je dužna glavne uzletno-sletne staze, odnosno njenog glavnog prilaza za polijetanje i slijetanje. Pored dužine glavne uzletno-sletne staze i prilaza zračna luka treba ispuniti i druge zahtjeve, naročito u pogledu kapaciteta sekundarnih objekata i uvjeta navigacije.
Prema stupnju opremljenosti za slijetanje uzletno-sletne staze se razvrstavaju na:
- uzletno-sletne staze za slijetanje u uvjetima vanjske vidljivosti (VFR);
- uzletno-sletne staze za slijetanje pomoću instrumenata (IFR).
Uzletno-sletne staze za slijetanje pomoću instrumenata (IFR) mogu biti:
- - uzletno-sletne staze za slijetanje pomoću instrumenata opremljene pomoćnim sredstvima i uređajima koji nisu vizualni a koji omogućavaju vođenje bar u odgovarajućem pravcu radi pravolinijskog prilaženja;
- - uzletno-sletne staze za precizno prilaženje, kategorije I. To su uzletno-sletne staze za slijetanje pomoću instrumenata, opremljene uređajima za precizan prilaz i vizualnim sredstvima koji omogućavaju prilaženje do visine donošenja odluke od najmaǌe 60 m i horizontalnom vidljivošću najmaǌe 800 m ili uzduž uzletno-sletne staze najmaǌe 550 m;
- - uzletno-sletne staze za precizno prilaženje, kategorije II. To su uzletno-sletne staze za slijetanje pomoću instrumenata, opremljene uređajima za precizan prilaz i vizualnim sredstvima koji omogućavaju prilaženje do visine donošenja odluke od najmaǌe 30 m i horizontalne vidljivosti uzduž uzletno-sletne staze najmaǌe 350 m;
- - uzletno-sletne staze za precizno prilaženje, kategorije III. To su uzletno-sletne staze opremǉene uređajima za precizan prilaz stazi i uzduž ǌe a dijele se u tri podkategorije:
  - - kategorija III-A: s visinom donošenja odluke ispod 30 m ili bez visine odluke i horizontalne vidljivosti uzduž uzletno-sletne staze najmaǌe 200 m;
  - - kategorija III-B: s visinom donošenja odluke ispod 15 m ili bez visine odluke i horizontalne vidljivosti uzduž uzletno-sletne staze najmaǌe 50 m;
  - - kategorija III-C: bez visine odluke i bez ograničeǌa vidǉivosti uzduž uzletno-sletne staze.

## Uzletno-sletna staza
Uzletno-sletna staza je površina namijenjena za uzlijetanje i slijetanje zrakoplova. Njena širina i dužina ovise o namjeni zračne luke i vrsti zrakoplova koji će na nju slijetati i uzlijetati. Obilježena je za dnevne i noćne uvjete letenja.

### Obilježavanje za dnevne uvjete
Ovo obilježavanje služi kao pomoć u završnoj fazi prilaza zrakoplova pri slijetanju po danu i uz dobru vidljivost. Oznake se sastoje od linija, brojeva i slova. Najčešće su bijele boje, propisanog su oblika i veličine.
- Oznake staze nalaze se na pragovima uzletno-sletnih staza u obliku dvoznamenkastog broja koji predstavlja smjer staze s korakom od 10 stupnjeva (01-36).
- Os staze (centralna linija) je uzdužna isprekidana linija između oznaka praga.
- Prag staze su uzdužne linije paralelne na os staze.
- Rub staze označen je punom linijom uzduž oba ruba na cijeloj dužini između pragova.
- Zone slijetanja obilježavaju se na stazama za precizno prilaženje. Sastoje se od parova linija simetrično postavljenih u odnosu na os staze.
- Točka slijetanja je mjesto na stazi na kojem bi zrakoplov trebao dotaknuti stazu. Oznaka je par pravokutnika simetričnih u odnosu na os staze.

### Obilježavanje za noćne uvjete[1]
Ovo obilježavanje služi kao pomoć u završnoj fazi prilaza zrakoplova pri slijetanju po noći kao i po danu u uvjetima lošije vidljivosti.
- Prilazna svjetla ovise o kategoriji zračne luke.

- Jednostavna prilazna svjetla sačinjavaju pravolinijski niz svjetiljki dužine najmanje 420 m u produžetku osi staze i jedan poprečni niz na 300 m od praga. Crvene su boje.
- Svjetla za precizni prilaz kategorije I sačinjavaju osna linija svjetiljki dužine 900 m i više poprečnih nizova svjetala koji su ravnomjerno kraći prema pragu staze. Sustav se dopunjuje bljeskajućim svjetlom bijele boje s tim da bljeskovi počinju na najudaljenijoj svjetiljci i ravnomjerno se kreće prema pragu staze.
- Svjetla za precizni prilaz kategorije II i III sačinjavaju pravolinijski niz svjetiljki dužine 900 m u produžetku osi staze, dvije bočne linije svjetiljki paralelnih osi na 270 m od praga i poprečnih svjetala sustava. Svjetla osi i poprečnih svjetala sustava emitiraju bijelu svjetlost visokog intenziteta a svjetla bočnih nizova isto takvu crvenu svjetlost.
- Rubna svjetla staze postavljena su uzduž oba ruba na udaljenosti najmanje 60 m i bijele su boje.
- Svjetla praga staze postavljena su u poprečnom nizu, označavaju početak staze i zelene su boje. Vidljiva su jedino iz pravca prilaženja.
- Svjetla kraja staze postavljena su u poprečnom nizu, označavaju kraj staze i crvene su boje. Vidljiva su jedino iz pravca prilaženja.
- Svjetla osi staze obavezna su za kategorije II i III. Prostiru se po uzdužnoj osi staze.
- Svjetla zone dodira postavljena su u paralelnim redovima simetrično s osi staze. Prostiru se na 900 m od njenog praga.

## Rulnice
Rulnice su putovi po kojima se zrakoplov kreće od uzletno-sletne staze do ulaza na platformu. Radi lakšeg kretanja označene su osi staze i pozicije za čekanje.

### Obilježavanje za dnevne uvjete
Osi rulnice obilježene su punom linijom žute boje. Udaljenost osi rulnice i njenog ruba mora uvijek biti jednaka. Pozicija za čekanje obilježena je okomitom linijom na liniju rulnice i nalazi se prije ulaza na uzletno-sletnu stazu.

### Obilježavanje za noćne uvjete
Po noći i u uvjetima loše vidljivosti rulnice su označene po rubovima plavim a po sredini zelenim svjetlima. Linija pozicije za čekanje u slučaju zabrane prolaza svijetli crveno a kada je ulaz na uzletno-sletnu stazu slobodan svijetli zeleno.

## Platforma
Platforma je površina na zračnoj luci namijenjena za smještaja zrakoplova radi utovara i istovara putnika, pošte i robe, punjenja goriva, parkiranja i održavanja zrakoplova. 
Po pristanišnoj platformi mogu se kretati samo vozila i oprema koja je tehnički ispravna. U prihvatu i otpremi zrakoplova sudjeluju razne službe sa zadatkom da u određenom, često vrlo kratkom vremenskom razdoblju obave niz radnji, sigurno i kvalitetno. Zbog sigurnosti i brzine opsluživanja zabranjuje se pristup zrakoplovu svim onim vozilima koja nisu u svezi s prihvatom zrakoplova. Brzine kretanja opreme po platformi, položaj opreme oko zrakoplova i pravo prvenstva strogo su određeni. Vozila se smiju kretati isključivo po servisnim cestama te okomito prema poziciji na kojoj je parkiran zrakoplov. Apsolutnu prednost nad svim ostalim vozilima ima zrakoplov u kretanju, zatim vangabaritna i specijalna vozila (specijalna vozila vatrogasne službe, autobusi za prijevoz putnika, cisterne za gorivo, platforme za istovar i utovar tereta, samohodne stepenice). Vozila se po servisnim cestama mogu kretati brzinom do 40 km/h. Brzina kretanja vozila i opreme u prilazu zrakoplovu ne smije biti veća od 15 km/h a brzina oko samog zrakoplova ograničena je na 5 km/h.

## Prihvat i otprema putnika[2]
Dolazak u zračnu luku putnik mora prilagoditi vremenu uzlijetanja zrakoplova kojim putuje kako bi mogao pravovremeno obaviti sve potrebne formalnosti prije ulaska u zrakoplov (registracija putnika, sigurnosna kontrola, kontrola putovnica, carinska kontrola).
U zračnoj luci razlikuju se više kategorija putnika. Prvenstveno, putnici se dijele na:
- domaće, svi putnici koji putuju na linijama unutar jedne zemlje i
- međunarodne, koji putuju u ili iz inozemstva.

Sljedeća podjela je na putnike u dolasku i odlasku. Posebna kategorija su tranzitni i transferni putnici.

### Domaći promet - odlazak
Na domaćim letovima putnik se mora prijaviti najkasnije 20 minuta prije predviđenog vremena uzlijetanja zrakoplova. To vrijeme smatra se dovoljnim za obavljanje svih potrebnih formalnosti za ulazak u zrakoplov.
Dolaskom na šalter za registraciju putnika putnik predaje avio-kartu i prtljagu. Službenik registracije putnika iz karte otkida kupon za let (eng. flihgt coupon) u koji upisuje težinu i broj prtljage. Putniku se umjesto kupona za let izdaje kupon za ulazak u zrakoplov (eng. Boarding pass). Na prtljagu se stavlja privjesak na kojoj je upisan broj leta i odredište a na avio-kartu se lijepe isti brojevi koji se nalaze na privjesaku. Putnik se zatim upućuje preko sigurnosne kontrole prema mjestu izlaza.
Na poziv u zrakoplov putnik predaje kupon za ulaz u zrakoplov kontrolnom službeniku na izlazu. Nakon prolaska svih putnika za određeni let službenik provjerava i usklađuje brojno stanje prijavljenih putnika sa stvarnim brojem putnika koji su ušli u zrakoplov.
Ovisno o opremljenosti pojedine zračne luke putnici do zrakoplova mogu ići pješice (uz pratnju), autobusom ili kroz avio-most.

### Domaći promet - dolazak
Nakon izlaska iz zrakoplova putnik se prevozi i upućuje u putničku zgradu na mjesto za izdavanje prtljage.
Putnička prtljaga se nakon istovara u što manje mogućem vremenskom razdoblju dostavlja na Domaće izdavanje i postavlja na pokretnu traku s koje je putnik preuzima. Urednim izdavanjem i preuzimanjem prtljage od strane putnika zračni prijevoz smatra se završenim.

### Međunarodni promet - odlazak
Postupak na šalteru za registraciju putnika isti je kao i na domaćim letovima jedino je vrijeme za prijavu na let produženo. Vrijeme ovisi o vrsti leta (kontinentalni, interkontinentalni let) i kompanijskim propisima. Nakon obavljenih formalnosti na šalteru za registraciju putnika putnik se upućuje na kontrolu putovnica, carinsku i sigurnosnu kontrolu. U međunarodnom dijelu putničke zgrade putnik zatim čeka na poziv u zrakoplov. Postupak poziva i ulaska u zrakoplov isti je kao i u domaćem prometu.

### Međunarodni promet - dolazak
Nakon izlaska iz zrakoplova putnik se prevozi i upućuje u putničku zgradu na mjesto kontrole putovnica i carinske kontrole. U istom dijelu zgrade nalazi se i služba za izdavanje viza strancima.
Nakon obavljene kontrole putovnica putnik u carinskom dijelu s pokretne trake preuzima svoju prtljagu i prolazi carinsku kontrolu. Nakon obavljenih carinskih formalnosti i napuštanja carinskog dijela zgrade putnik je prešao državnu granicu.

### Tranzitni putnici
Tranzitni putnici su putnici koji se nalaze u zrakoplovu ili u putničkoj zgradi za vrijeme pripreme (prihvata i otpreme) zrakoplova za nastavak leta pod istim brojem. Ako putnici napuštaju zrakoplov mora im se izdati tranzitni kupon s vidno označenim brojem leta za ponovni ulazak u zrakoplov radi kasnijeg usklađivanja broja putnika koji su napustili zrakoplov i ponovno u njega ušli.

### Transferni putnici
Transferni putnici su putnici koji nastavljajući putovanje zrakoplovom mijenjaju broj leta. Razlikujemo:
- putnike koji s domaćih letova prelaze na međunarodne letove,
- putnike koji s međunarodnih letova prelaze na domaće letove.

Transfernim putnicima, pri dolasku u putničku zgradu, ovlaštena osoba uzima kupon za let kojim putnik nastavlja putovanje i izdaje kupon za ulazak u zrakoplov. Nakon toga putnici obavljaju potrebne formalnosti ovisno vrsti leta s kojim nastavljaju putovanje (domaći ili međunarodni letovi).

## Prihvat i otprema robe[2]
Za svu robu koja se predaje na prijevoz od strane pošiljaoca ili njegovog špeditera prevozitelj vrši provjeru ispravnosti pratećih dokumenata i stanja pošiljke, broj koleta i ukupnu težinu pošiljke. Za ispravno predanu tj. zaprimljenu pošiljku izdaje se "Zračni tovarni list" (eng. Air Waybill) koji sadrži:
-ukupnu količinu po broju i težini,
-sadržaj pošiljke,
-mjesto isporuke,
-način isporuke i
-način plaćanja.
"Zračni tovarni list" ujedno je i ugovor o prijevozu robe zrakoplovom. Sastoji se od tri originala i jedanaest kopija. Njegov izgled i način popunjavanja propisan je međunarodnim standardima (ICAO, IATA).
Roba prihvaćenu za prijevoz zrakoplovom kao i prateći dokumenti moraju biti prethodno priređeni za utovar. Osnovni dokument neke robe je "Cargo manifest". To je popis pošiljki koje se šalju zrakoplovom određene linije, određenog dana na određeno odredište. Prije svega "Cargo manifest" je pripremna i utovarna lista robnih pošiljki, deklaracija utovara za carinu i prateći dokument ukupnog tereta utovarenog u zrakoplov.

### Specijalni teret
U specijalni teret spadaju pošiljke koje su po svojem sadržaju i/ili obliku neuobičajeni za prijevoz zrakoplovom i zahtijevaju posebne mjere pri rukovanju i utovaru/istovaru. U specijalne terete spadaju:
-lako pokvarljiva roba (PER), kao što su cvijeće, voće ili povrće,
-svježe meso (FRESH MEAT),
-žive životinje (AVI),
-posmrtni ostaci (HUM),
-teški teret (HEA), tereti teži od 150 kg,
-vrijednosna pošiljka (VAL), novac, zlato, srebro i sl.,
-diplomatske pošiljke (DIP), pošiljke pojedinih diplomatskih predstavništava koji šalju diplomatski materijal svojim vladama i obrnuto.

### Opasni teret[5]
Sigurnost je u zrakoplovstvu na prvom mjestu. Iako se zrakoplovom može prevoziti većina roba, radi sigurnosti se neke vrste mogu prevoziti samo u ograničenim količinama i uz posebno pakiranje. Svi opasni tereti moraju biti označeni posebnim naljepnicama, a kod utovara i istovara mora se posvetiti posebna pažnja oko rukovanja. U opasne terete spadaju:
- Eksplozivi
- Zapaljivi plinovi
- Plinovi pod tlakom
- Zapaljive tekućine
- Zapaljive krute tvari
- Oksidanti
- Organski peroksid
- Otrovi
- Infektivne tvari
- Radioaktivne tvari
- Nagrizajuće tekućine
- Ostale opasne tvari

## Prihvat i otprema zrakoplova
Zrakoplov na početku platforme dočekuje vozilo "Follow me" i vodi ga do parkirne pozicije. Kada se zrakoplov zaustavi na poziciji i ugasi motore postavljaju se podmetači koji sprječavaju nekontrolirano pomicanje zrakoplova dok je parkiran na poziciji. Tek sada zrakoplovu može prići ostala oprema. Na zrakoplove koji nemaju ugrađene stepenice za izlazak putnika privoze se pomoćne putničke stepenice, prilaze autobusi i putnici mogu izaći iz zrakoplova.
Istovremeno se na prtljažne prostore privoze trake za istovar tereta. Uz trake se postavljaju kolica i počinje istovar prtljage. Prtljaga se već prilikom istovara razvrstava na lokalnu i transfernu prtljagu. Lokalna prtljaga se odvozi, ovisno da li je let međunarodni ili domaći, na domaće ili ino-izdavanje a transferna se prtljaga odvozi u sortirnicu na daljnje razvrstavanje. Nakon prtljage istovariva se roba i pošta. Kada završi istovar zrakoplovu prilaze servisna vozila: Catering, vozilo za nadopunu pitke vode, vozilo za čišćenje toaleta, cisterna za nadopunu goriva.
Radi balansa zrakoplova smještaj tereta se unaprijed izračunava. Prema instrukciji utovara u zrakoplov se utovaruje roba, pošta i prtljaga. Prilikom utovara robe posebnu pažnju treba posvetiti smještaju i osiguravanju specijalnih tereta o čemu postoje propisani postupci. Nakon završetka utovara teretni prostori moraju se osigurati sa za to ugrađenim mrežama. Nakon ulaska i smještaja putnika zrakoplov je spreman za uzlijetanje i od zrakoplova se miče sva oprema. Kompanijski mehaničar koji je u interfonskoj vezi s pilotom kontrolira startanje motora. Nakon zapuštanja oba motora daje znak za micanje podmetača i signalizira pilotu da zrakoplov može krenuti.

## Zračne luke u Hrvatskoj
U Hrvatskoj sedam zračnih luka ima uzletno-sletne staze (USS; engl. RUNWAY) koje mogu prihvatiti konvencionalne zrakoplove gotovo bez ograničenja i imaju status međunarodne zračne luke. Dvije su u kontinentalnom dijelu Hrvatske (Franjo Tuđman i Osijek-Klisa, a pet uz obalu (Pula, Rijeka (nalazi se na otoku Krku), Zadar, Split i Dubrovnik).
Registrirano je i jedanaest zračnih pristaništa (za zrakoplove do 50 sjedala ili manje zrakoplove) od kojih su prva četiri međunarodna: Brač, Lošinj, Osijek-Čepin, Vrsar, Lučko, Varaždin, Čakovec, Sinj, Grobnik i Otočac.
Deset međunarodnih zračnih luka predstavlja gotovo 1 posto svjetske infrastrukture, a prema realiziranom prometu putnika, hrvatske zračne luke i pristaništa sudjeluju svega oko 0,5 promila.

## Vanjske poveznice
- Database with extended seach functionality  Arhivirana inačica izvorne stranice od 15. ožujka 2007. (Wayback Machine)
- Aerodrom Hrvatska tehnička enciklopedija, portal hrvatske tehničke baštine. LZMK